# Korrosion (Geologie)
Von Korrosion wird in der Geologie gesprochen, wenn gesteinsbildendes Mineral chemisch in Lösung geht. Dazu wird ein Lösungsmittel benötigt (in der Regel Wasser, in der Natur oft in der Form einer schwachen Kohlensäure), in welchem sich das Mineral auflöst und danach im ionisierten Zustand vorliegt. Dadurch können sich an der Erdoberfläche, aber auch in der Tiefe durch Wasser zum Teil beträchtliche Hohlräume bilden, der Landschaftstyp wird allgemein Karst genannt.
Die Korrosion wird beendet, wenn die Lösungsfähigkeit des Lösungsmittels erreicht ist (Sättigungskonzentration).
Durch unterirdische Mischung von gesättigten Wässern mit unterschiedlichem CO2-Partialdruck kann wieder Lösungsfähigkeit entstehen, wodurch zum Teil sehr große Hohlräume im Karbonatkarst (Kalk) entstehen können (Mischungskorrosion).
Außerordentlich langsam lösen sie die Quarze in Sandsteinen und Graniten und führen zum Sandsteinkarst oder Silikatkarst. Diese Korrosionsform ist weltweit für die Entstehung von Sandsteinhöhlen und Karren auf Granitfelsen z. B. Seychellen ursächlich.